# Getúlio Marcantônio
Getúlio Marcantônio (24 de janeiro de 1930 — 18 de março de 2010) foi um político brasileiro.
Foi eleito em 3 de outubro de 1958 deputado estadual pelo PL para a 40ª Legislaturas da Assembleia Legislativa do Rio Grande do Sul, reeleito para 41ª e pela ARENA para à 42ª Legislaturas da Assembleia Legislativa do Rio Grande do Sul e 43ª Legislatura da Assembleia Legislativa do Rio Grande do Sul, de 1959 a 1967.